# Mother's Day (película de 2010)
Mother's Day (El día de la madre en español) es una película de 2010 dirigida por Darren Lynn Bousman. Es un remake de la película homónima de Charles Kaufman y fue escrita por Scott Millam.

## Trama
Después de que un robo de un banco haya salido mal, tres hermanos huyen de la ley con la esperanza de que su madre (Rebecca De Mornay) pueda ayudarles. El hermano pequeño, Johnny, ha sido apuñalado en la espalda y ha llegado lejos con todo el dinero en efectivo. Pero cuando llegan a casa, los hermanos descubren que esta ya no les pertenece y que su madre la perdió en una subasta hace meses al no poder pagar la hipoteca. Los nuevos propietarios, Beth y Daniel Sohapi (Jaime King y Frank Grillo) y sus invitados, se reunieron para una fiesta de cumpleaños inoportuna, viéndose convertidos en rehenes involuntarios de los hermanos. Poco después llega la madre, junto con la hermana Lydia (Deborah Ann Woll), y pronto se hace evidente que la madre hará absolutamente lo que sea para proteger a sus hijos. En una noche aterradora, ella toma el control de la situación.

## Elenco
- Rebecca De Mornay como Natalie Koffin.
- Patrick Flueger como Ike Koffin.
- Warren Kole como Addley Koffin.
- Jaime King como Beth Sohapi.
- Briana Evigan como Anette Langston.
- Frank Grillo como Daniel Sohapi.
- Lisa Marcos como Julie Ross.
- Deborah Ann Woll como Lydia Koffin.
- Shawn Ashmore como George Barnum.
- Lyriq Bent como Treshawn Jackson.
- Tony Nappo como Dave Lowe.
- Matt O'Leary Johnny Koffin.
- Jessie Rusu como Melissa McGuire.
- Kandyse McClure como Gina Jackson.
- Alexa Vega como Jenna Luther.
- A. J. Cook como Vicky Rice.
- J. Larose como Terry.